# Wallapop
A Wallapop é uma empresa tecnológica espanhola, com sede em Barcelona, fundada em 2014 que oferece uma plataforma dedicada à compra e venda de produtos em segunda mão entre utilizadores através da internet. Utiliza a geolocalização oferecida pelos dispositivos móveis para que os utilizadores possam comprar e vender com base na sua proximidade geográfica através da aplicação. Pode ser instalada em smartphones, tablets e computadores de secretária.

## História
Em 2014, assinou um acordo comercial com a Atresmedia. Em 2015, foi citada como a empresa startup com as maiores receitas em Espanha, com mil milhões de euros em transacções realizadas com a aplicação. Em Maio de 2016, a empresa foi fundida com a Letgo, mas continua a operar sob a marca Wallapop. Os grandes investidores de capital de risco incluem a Mangrove Capital, a Northzone e a Eight Roads Ventures.

### Em Portugal
A Wallapop chegou a Portugal em Setembro de 2022, um ano após o desembarque da marca em Itália, e expandiu assim o seu modelo de negócio baseado na reutilização e economia circular para toda a Península Ibérica.